# ПостФинанс-Арена
ПостФинанс-Арена (нем. PostFinance-Arena), первоначально известная как Ледовый дворец Альменд (нем. Eisstadion Allmend) и Берн-Арена (нем. Bern Arena)) — арена в швейцарском Берне. В основном используется для хоккея и является домашней ареной «СК Берн». Построена в 1967 году и вмещает в настоящее время 17 031 человек.
«ПостФинанс-Арена» — основная площадка чемпионата мира по хоккею 2009 года, а также первого Кубка Виктории.

## Зрители
«ПостФинанс-Арена» удерживает общеевропейский рекорд — 15 993 зрителей в среднем на сезон 2006/07.

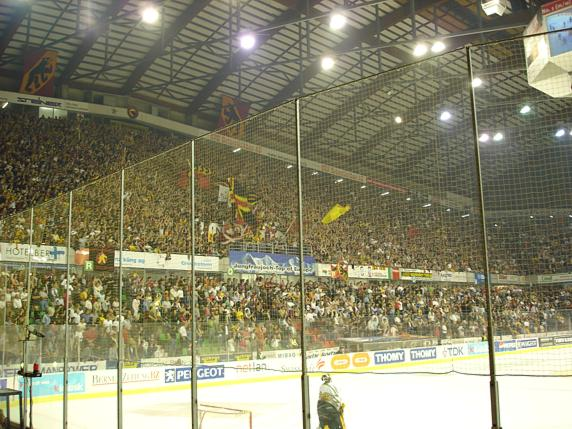
Одна из трибун ПостФинанс-Арены

## Реконструкция
Из-за возраста арены, а также к чемпионату мира была произведена реконструкция. Владелец инвестировал около CHF 100 млн (~$100 млн) в расширение и реставрацию здания. VIP-зона была полностью перестроена и вмещает на 500 человек больше. Общая вместимость составляет около 17 000 зрителей.

## Соревнования
- Чемпионат мира по хоккею с шайбой 1971
- Кубок Виктории 2008
- Чемпионат мира по хоккею с шайбой 2009